# Хосе Ірарагоррі
Хосе Ірарагоррі на прізвисько Чато (ісп. José Iraragorri Ealo; 16 березня 1912, Басаурі — 27 квітня 1983, Гальдакао) — іспанський футболіст, що грав на позиції нападника. По завершенні ігрової кар'єри — тренер.
Виступав, зокрема, за баскський «Атлетік Більбао» та аргентинський «„Сан-Лоренсо“», «Реал Еспанья» (Мехіко). Виступав за національну збірну Іспанії, став автором її першого гола на мундіалях, а в часі громадянської війни в Іспанії виступав за мандрівну Збірну Басків,.
Чотириразовий чемпіон Іспанії. Чотириразовий володар Кубка Іспанії з футболу. Володар Кубка Іспанії з футболу (як тренер).

## Життєпис
Відомий баскський футболіст, на чию долю випало чимало світських та футбольних поневірянь. Але, помежи тим, всі ці події призвели до того, що Чако став легендою баскського футболу.

### Дитинство
У робітничій сім'ї Хосе Ірарагоррі (Josй Iraragorri) та Петри Еало (Petra Ealo), що мешкала в місті Басаурі, неподалік Більбао, народився син, якого за давнім баскським звичаєм нарекли Хосе Ірарагоррі Еало. Та доля відвернулася від цієї молодої родини: батко Хосе, працюючи водієм в транспортній компанії, потрапив в аварію та загинув. Тож уже на 9 місяці, малий Хосе залишився сиротою.
Довелося його матері повертатися до батьків, в містечко Гальдакао. Там, у невеличкому й тісному комунальному будиночку тулилася зубожіла родина Ірарагоррі, там і розпочинав своє життя Хосе Ірарагоррі-молодший. За підтримки матері він вивчався в школі та захоплювався футболом. Саме в ті часи йотримав він своє прізвисько: «el chato de Galdбcano» або укорочено «Chato/Txato» (тобто — поселенець).

### Футбольний геній-роботяга
Ще з дитинства привчений до важкої праці, юнак, захопившись футболом, працював щоднини над собою: відточуючи майстерність та набуваючи фізичних кондицій. Відтак, коли його церковна команда вбралася на один із юнацьких турнірів до Більбао, вони там перемогли завдяки своєму невтомному та здібному юнакові — Хосе Ірарагоррі. Технічна та, не за роками, зріла гра юнака привернула увагу тренерів «червоно-білих атлетів», і вже невдовзі його мати отримала запит на перехід її сина на повний пансіон до школи/кантери головного футбольного клубу Біскаї. Ще кілька років юний Хосе пограв за молодіжні команди Більбао.
А в 1929 році, сімнадцятилітній Ірарагоррі дебютував уже в дорослому футболі — виступами за команду клубу «Атлетік Більбао», в якій провів сім сезонів. Та спершу йому довелося закріпитися в основному складі: цьому сприяли його відмінна техніка, розсудливість/розум в грі, велика фізична активність та сила. Починаючи яскраво-вираженим лівим крайнім, він поступово підтягнув й праву ногу, що від тоді у нього було дуже складно видряпати м'яча без порушення правил. А порушивши правила, особливо поруч своєї штрафної, супротивник силкувався отримати мяча у своїх воротах: адже удар Хосе з лівої ноги був напрочуд потужним й прицільним.
Протягом 1939—1941 років захищав кольори команди клубу «Сан-Лоренсо».

### У збірній Іспанії
Ірарагорі судилося грати в команді, яка домінувала в іспанському футболі, відтак більшість гравців цієї команди становили кістяк футбольної збірної Іспанії. Тож здібного 18-літнього юнака також було долучено до стану збірної країни, а дебют його відбувся 19 квітня 1931 року. На 17-й хвилині матчу з командою Італії замінив травмованого Луїса Регейро. З моменту його появи на полі, лінія нападу складалася з гравців одного клуба: Лафуенте, Ірарагоррі, Бата, Чіррі II, Горостіса. Ще один одноклубник, Роберто — грав у середині поля. Четверо футболістів представляли інші клуби з Країни Басків: замінений Регейро — «Реал Уніон», Маркулета — «Реал Сосьєдад», а Сіріако і Кінкосес — «Алавес». По одному гравцю делегували «Реал» (Самора) і «Барселона» (Марті). У суперників також була потужна лінія нападу (Костантіно, Чезаріні, Меацца, Феррарі, Орсі), але жодна з команд не змогла відзначитися забитим м'ячем — 0:0.
Наступна гра за збірну відбулася аж в 1934 році на італійському мундіалі, та вона була знаковою для Хосе: там він відкрив свій лік забитим мячам за збірні команди. Уже перша гра турніру передбачала суттєве напруження, їхніми суперниками була перспективна збірна Бразилії. Напруженість відобразилася в початку матчу і, як наслідок, в одному з епізодів бразильські захисники порушили правила в своєму карному майданчику. Відповідальність за пробиття пенальті не хотіли брати ветерани збірної, тож сам постраждалий, Хосе Ірарагоррі, підійшов на 17 хвилині матчу до одинадцятиметрової мітки та потужним ударом забив першого гола для іспанців у чемпіонатах світу. Але це був лише початок, наприкінці першого тайму іспанцям вдалася швидка контратака і Хосе вдруге відзначився, а остаточний рахунок матчу був 3:1 на користь європейців (також забивали Ісідро Лангара і Леонідас да Сілва).
Наступним суперником піренейців були самі господарі турніру — апенінці. Це була безкомпромісна гра. За шаленої підтримки вболівальників та суддів, іспанці вистояли й закінчили гру з нічийним результатом 1:1 (Регейро — Феррарі). Довелося проводити матч перегравання: наступної днини 45 000 італійців були свідками переможного гола Джузеппе Меацци, і домінування іспанців в усьому матчі. В другій грі Хосе не брав участі.
Після повернення на батьківщину, Хосе Ірарагоррі отримав позитивну пресу та визнання своєї майстерності і закріпився в основі команди. Тож настіпні 4 поєдинки команди були з його участю. І лише громадянська війна в країни, яка спинила всі офіційні спортивні турніри, припинила його участь в збірній Іспанії. А вже по його поверненню в країну, в 1946 році, місця в складі команди йому не було, далися взнаки його виступи за іншу збірну.
| № | Дата       | Турнір  | Господарі  | Рахунок | Гості     | Голи    |
| - | ---------- | ------- | ---------- | ------- | --------- | ------- |
| 1 | 19.04.1931 |         | Іспанія    | 0:0     | Італія    |         |
| 2 | 27.05.1934 | ЧС-1934 | Іспанія    | 3:1     | Бразилія  | 17', ?' |
| 3 | 31.05.1934 | ЧС-1934 | Італія     | 1:1     | Іспанія   |         |
| 4 | 05.05.1935 |         | Португалія | 3:3     | Іспанія   |         |
| 5 | 12.05.1935 |         | Німеччина  | 1:2     | Іспанія   |         |
| 6 | 19.01.1936 |         | Іспанія    | 4:5     | Австрія   |         |
| 7 | 23.02.1936 |         | Іспанія    | 1:2     | Німеччина |         |

### Мандрівна збірна «Euzkadi»
У часи громадянської війни в Іспанії чимало футболістів проявляли свою громадянську позицію: одні йшли на фронт та гинули, інші працювали в тилу. Та було кілька десятків футболістів, які вирішили долучитися до збору коштів нужденним та жертвам війни. Так постала унікальна збірна команда Біскаї та Гіпускоа — «Equipo „Euzkadi“». Мандрівна збірна басків-футболістів, які своєю грою привертли увагу світу до Країни Басків та збирали кошти на потреби свого народу. Одним із тих гравців-мандрівників був лідер «Атлетіка» та збірної Іспанії — Хосе Ірарагоррі.

### Повернення в Іспанію
Після поразки в 2-й світовій війні коаліції держав на чолі з Німеччиною, франкістській Іспанії довелося послабити свій вплив й піти на публічні поступки в суспільному житті країни. Відтак в 1946 році Франко дозволив повернутися в країну тим республіканцям, які не робили публічних заяв супроти режиму. Хосе Ірарагоррі сукористався цією ситуацією та здійснив свою мрію — повернутися на батьківщину. Того ж таки року його заявляє рідна команда, «Атлетік Більбао», і він ще 3 сезони відіграв за «левів» (в 28 іграх виходиав на поле й забив 7 голів).
Та футбольні травми й амбіції молодої баскської порослі давалися взнаки і Хосе вирішив завершити кар'єру футболіста в сезоні 1949 року. Завершив професійну кар'єру футболіста виступами за команду «Атлетик» у 1949 році. Загалом у стані «левів святого Мамаса» він провів 113 матчів чемпіонату і був одним з головних бомбардирів команди, маючи середню результативність на рівні 0,77 голу за гру. За цей час чотири рази виборював титул чемпіона Іспанії, ставав володарем Кубка Іспанії з футболу (також чотири рази).

### Тренерство
Але Хосе Ірарагоррі не йшов на футбольну пенсію, адже маючи незаперечний авторитет в клубі та серед басків, він взявся за тренерське кермо в команді (після невдач чергового англійця). До такого кроку його спонукали перші тренерські кроки в футбольному клубі Баракальдо, з однойменного містечка, що межує з Більбао. В сезоні 1947—1948 років його запросила місцева дирекція допомогти команді, яка лиш недавно потрапила в Сегунду й не могла знайти свою гру. Значних успіхів з цим колективом Хосе не здобув, але відтоді бажання тренувати ще більше виразилось.
Тожприйшовши на тренерський місток «роже-бланкос» в 1949 році, «Чато» здивував усіх: його команда знову заграла в баскський футбол: агресивний та з контролем м'яча. І невдовзі прийшов успіх: 17 титул володаря Кубка дель Рей та перший суперкубок — Кубок Еви Дуарте (обидва в сезоні 1949-50 років). Вимучені чималою кількістю матчів та емоцій від здобутих трофеїв, баски наступний сезон провалили й посіли лише 7 місце. Сосіос заговорили про зміну тренера, а той, натомість, провів часткове оновлення складу. І, як наслідок, команда заграла завзято й агресивно, увірвалася до верхніх щаблів турнірної таблиці й, обійшовши столичний «Реал», стали віце-чемпіонами Іспанії, сезону 1951—1952 років.
Але конфлікт із сосіос клубу наростав, тож Ірарагоррі спокусився на пропозицію від кастільського «Вальядоліда». Сезон 1952-53 років він тренував іспанців, але результа виявився плачевнмий, як для нього — команда заледве втрималася в Ла-Лізі. Наступного року він не подовжив співпрацю з кастільцями, більше зайнявся родинними справами.
Але критична ситуація у Віго, з тамтешньою «Сельтою», привернула увагу баска і він піддався на умовляння їхніх власників взяти команду посеред сезону й вивести з-під зони вильоту. Але цьому не судилося стати: лише 3 перемоги, одна нічия та 8поразок,12 голів забитих і 23 пропущених. Команда далі теліпалася на передостанньому місці, і Хосе Ірарагоррі довелося піти у відставку, поступившись місцем Саморі.
Сезон 1954—1955 років його запросили тренувати новачків Прімери з півдня Каталонії, Аліканте. Амбіції молоді «Еркулеса» були помножені на досвід знаного тренера. Який вивів їх із зони вильоту та утвердив у середняках ліги. По закінченню сезону команда посіла 6 місце, а «Чато» ще й зумів сенсаційно обіграти свою рідну команду.
А потім, було повернення до Більбао й запрошення управляти командою «Індаучу» (Sociedad Deportiva Indautxu), яка вперше в своїй історії пробилася в другу по значенню лігу Іспанії - Сегунду. Ірарагоррі захопився цим проектом: тренуючи команду він зумів втримати новачка в лізі та навіть кілька сезонів перебувати на верхніх щаблях турнірної таблиці. Пізніше, коли Хосе довелося ставати поважним сім'янином, він прийняв пропозицію стати спортивним директором цього молодого баскського клубу (в якому він пробув до середини 60-х років). Після цього, вік уже брав своє, й Ірарагоррі полишив футбол заради сім'ї та свого нового бізнесу.

### Особисте життя, родина
Брат Хосе Ірарагорри, Віктор, у своїх споминах характеризував того як дуже відповідального та старанного учня, якому давалися науки, особливо з математичним ухилом. Тому коли постало питання вибору життєвого шляху: Хосе пішов вивчитися на бухгалтера. Але неочікувані успіхи в футболі та його взлет до головної арени басків, стадіону Святого Мамса, призупинили цю його життєву стежину. Та після завершення футбольно-тренерської кар'єри й повернення додому, Хосе таки пригадав свій другий талан.
В рідному Галдахано він втілив ще одну свою мрію — готель Ірарагоррі та ресторан Петі Коміте. Родинний баскський будинок XV століття був реставрований та відкритий для відвідувачів, а кермував ним сам Хосе Ірарагорра, разом з дружиною. З Кончітою Бенгоечея (Conchita Bengoetxea) вони побрался в 1960 році і мали двох дітей: Хосебу та Марію Хосе.
Хосе Ірарагорра помер 27 квітня 1983 року на 72-му році життя у рідному містечку Гальдакао. Городяни шанують свого співвітчизника, а клуб час від часу організовує на його честь юнацькі футбольні турніри. Дружина та діти реконструювали родинний готель-бізнес в музей свого батька, оповідаючи всім подорожуючим про легенду баскського спорту, зокрема, футболу.

## Спортивні здобутки
Один з найтитулованіших «левів святого Мамаса» здобував:
- Чемпіон Іспанії (4):

«Атлетік Більбао»: 1930, 1931, 1934, 1936
- Володар Кубка Іспанії з футболу (4):

«Атлетік Більбао»: 1930, 1931, 1932, 1933
Як тренер:
- Володар Кубка Іспанії з футболу (1):

«Атлетік Більбао»: 1950
- Володар Кубка Еви Дуарте (1):

«Атлетік Більбао»: 1950

### як баскський збірник
Хосе Ірарагоррі свою громадську позицію, щодо громадянської війни та підтримки незалежності Басків, висловив виступами за збірну Басків. Сформована в 1936 році команда кращих футболістів Біскаї спершу грала з іншими крайовими командами, а потім прославилася своїм світовим турне. Чільне місце в цій команді відводилося лідеру басків та іспанського футболу — Ірарагоррі. Він провів усі матчі цієї команди (а їх було більше 30)

## Цікавинки
- Хосе Ірарагоррі вважався малослівною та замкнутою людиною, і довший час нікого не підпускав до свого особистого життя (одружився лише в 1960 році).
- Радянський футболіст Андрій Старостін, у своїх мемуарах відвів один опис про зустрічі із баскською збірною та гравцями. В оповіданні «Баски, 1937 год», де він пише, що Ісідро Лангара і Хосе Ірарагоррі брали безпосередню участь у громадянській війні. Лангара — в обороні Барселони, Ірарагоррі — в наступі на Вільярреа́ль[9]. Хоча офіційними фактами й документами ці дані так і не підтверджені.
- Як виявилося, в бізнесі Хосе Ірарагоррі теж добився успіху. Спершу йому вдалося відбудувати-реставрувати родинне гніздо в Галдакао. Потім він зробив там готель та ресторан, в якому управлявся сам зі своєю сім'єю. По смерті батька дружина та діти не покинули батькового дітища, ба більше, перетворили цей відпочинковий заклад в готель-музей імені Хосе Ірарагоррі[10].